# 巴桑贝格
巴桑贝格（法語：Bassemberg，发音：[basɑ̃bɛʁ(g)]；德语：Bassenberg；阿尔萨斯语：Bàssebari）是法国下莱茵省的一个市镇，属于塞莱斯塔-埃尔什泰因区（Sélestat-Erstein）和米齐格县（Mutzig）。该市镇总面积1.78平方公里，2009年时的人口为268人。

## 人口
巴桑贝格人口变化图示